# سیاه‌خان لپویی
siah khan 

تصویری ازسیاه‌خان، یک مرد ایرانی با بدنی بسیار بزرگ و غیرطبیعی
عظیم الجثه و عجیب الخلقه ترین مرد در تاریخ ایران

سیاوش خان لَپویی مشهور به سیاه‌خان لپویی مرد ۲/۶۴ متری (قد واقعی ایستاده بدون خمیدگی۲۶۴ سانتیمتر _ قد با خمیدگی ۲۵۹ یا ۲۶۰ سانتیمتر) در زمان قبل از فوت ایشان به دلیل خمیدگی زیاد و نامتقارن بودن عضلات ۲۶۰ سانتیمتر قد او به ثبت رسیده است. ‌بر اساس شواهد و مستندات، سیاه خان لپویی بعد از رابرت وادلو ـ جان روگان ـ جان اف. کارول که هر سه نفر آنان هم اهل آمریکا بوده‌اند چهارمین فرد بلند قامت در جهان و بالاترین قد ثبت‌شده در قاره آسیا می‌باشد؛ که با بدنی بسیار بزرگ و غیرمعمولی بود. ( وزن او در اواخر عمر به ۲۵۰ کیلوگرم رسیده بود‌) در بین مردان بلند قد اولین مرد سنگین وزن می باشد. وی که در اوایل سدهٔ ۱۴ خورشیدی در لپویی از توابع شیراز استان فارس می‌زیست، از عقب‌ماندگی جسمی و ذهنی نیز رنج می‌برد و احتمالاً مبتلا به سندرم پروتئوس بوده.
طبق نظریه برخی پزشکان به احتمال داشتن بیماری ژیگانتیسم اگر سیاه خان تا سن ۳۰ سالگی زنده می‌ماند احتمال افزایش قد او تا ۳ متر هم وجود داشت. (سیاوش خان بر خلاف برخی شایعات و با وجود اینکه جثه بزرگ و ظاهر عجیبی داشته اما مردی بسیار مهربان و آرامی بوده است)
ماکت شبیه‌سازی ایشان در موزه تاریخ طبیعی و تکنولوژی شیراز می‌باشد و اسکلت او در دانشگاه علوم پزشکی شیراز مورد بازید عموم قرار دارد.
سیاه خان‌ رکورد دار سنگین وزن ترین مرد قد بلند در دنیا می باشد

سیاه‌خان در سال ۱۲۹۱ خورشیدی در روستای لَپویی، از توابع شیراز استان فارس به دنیا آمد. تا ۶ سالگی رشد طبیعی داشت، اما از این زمان به بعد رشد عجیبی پیدا کرد. خانوادهٔ وی به‌دلیل تنگدستی و مشکلات جسمیِ سیاه‌خان به شیراز مهاجرت کردند و با به نمایش گذاشتن فرزند درشت‌هیکل و نامتعارفِ خود در معابر، کسب درآمد می‌کردند.
در اواخر شهریور ۱۳۱۰ مدتی توسط فردی به نام خشورخان به مبلغ ۶۰۰۰ تومان اجاره شد تا در تهران به معرض نمایش درآید.

دکتر قربان، بنیانگذار دانشکدهٔ پزشکی شیراز، در سال ۱۳۰۱ خورشیدی وی را یافت و مورد حمایت مالی و پزشکی قرار داد. با انتقال وی به بیمارستان، سیاه‌خان باقیِ عمر خود را بستری بود و سرانجام به‌علت ذات‌الریه و سپسیس درگذشت.
جمجمهٔ وی ۷/۵ کیلوگرم وزن و ۱۴۷۰ سانتیمتر مکعب حجم داشت. قد وی ۲٫۵۹ متر بود و این در شرایطی است که به‌دلیل رشد نامتعارف استخوان‌ها، هیچ فاصله‌ای میان مهره‌های ستون فقرات وجود نداشته است. طول دست ۱۱۷ سانتیمتر و طول پاهای وی ۱۲۵ سانتیمتر بود.
به دلیل داشتن وزن بسیار‌ سنگین و پاهای ضعیف جابجا شدن و راه رفتن برای او دشوار بوده او همچنین سال‌ها از بیماری‌های جلدی و ریوی رنج می‌برده است. اسکلت وی هم‌اکنون در دانشکدهٔ پزشکی شیراز در معرض بازدید عموم قرار دارد.
او در سال ۱۳۱۷ در ۲۶ سالگی درگذشت.